# Rjachowo
Rjachowo (bułg. Ряхово) – wieś w Bułgarii, w obwodzie Ruse, w gminie Sliwo pole. Według danych szacunkowych Ujednoliconego Systemu Ewidencji Ludności oraz Usług Administracyjnych dla Ludności, 15 czerwca 2020 roku miejscowość liczyła 1 598 mieszkańców.

## Historia
W październiku 1916 wylądowały tu dwie dywizje rumuńskie. 5. Pułk Ochotniczy i 17 Oddział Graniczny przypuściły na nie atak. To miejsce stało się słynne jako bitwa pod Rjachowem. W centrum Rjachowa wzniesiono pomnik ku czci poległych bułgarskich bohaterów.